# Bethulie
Bethulie (appelée successivement Caledon, Verheullpolis et Heidelberg) est une petite ville rurale située dans la province sud-africaine de l'État Libre. Son nom, signifiant « choisie par Dieu », lui a été donné en 1829 par les directeurs de la mission autour de laquelle la ville s'est fondée. Le bâtiment de la mission est par ailleurs le plus viel édifice de la province encore debout à ce jour. Durant la seconde guerre des Boers, la ville accueillit également l'un des principaux camps de concentration bâtis par les troupes britanniques.

## Démographie
La commune de Bethulie comprend plus de 2 100 résidents, principalement issus de la communauté noire (52,24 %). Les blancs et les coloureds représentent respectivement 24,48 % et 20,71 % des résidents. Les habitants de la commune sont à 51,59 % de langue maternelle afrikaans et à 19,72 % de langue maternelle sesotho.
La zone urbaine, comprenant Bethulie et son township de Lephoi, compte cependant 6 497 résidents (81,6 % de noirs, 9,3 % de coloureds et 8 % de blancs).

## Histoire
Les premières traces de formes de vie dans la région sont celles de fossiles, que l'on date d'il y a 250 millions d'années.
Les premiers habitants autour de Bethulie furent les Bushmen, dont les nombreux dessins sont toujours présents dans la région. En 1828, la London Missionary Society crée une mission dédiée à l'évangélisation des San Bushman. 
Le lieu était à l'origine connu sous le nom de Groot Moordenaarspoort (la passe du meurtrier), après qu'un affrontement eut lieu entre les tribus Sotho et Griqua. En 1832, le missionnaire Jean-Pierre Pellissier, l'un des premiers pionniers à construire des édifices au nord de l'Orange, remplace les missionnaires précédents. 
La mission accueille aujourd'hui un musée qui présente des objets de l'époque et des informations sur la vie et l'œuvre de Jean-Pierre Pellissier, du chef Lephoi, et de son peuple. Jusqu'en 1833, Bethulie était appelée « Caledon », d'après la rivière qui coule non loin. Or, une ville de la colonie du Cap portait déjà le même nom. C'est en 1833 qu'un missionnaire français de la Paris Missionary Society prend la direction de la région et renomme la mission « Bethulua », ce qui signifie « le lieu de vénération ». En 1835, elle est renommée Verheullpolis et en 1863 se construit la ville, qui prend alors le nom d'Heidelberg. 
En 1872, la ville reprend définitivement son nom de Bethulie. 
Durant la seconde guerre des Boers, la ville abrite le troisième plus grand camp de concentration érigé pendant la guerre par les Britanniques.

## Chronologie
- 1777 : R.J.Gordon atteint une rivière, qu'il baptise l'Orange, à une dizaine de kilomètres de la future Bethulie.
- 1803 : le gouverneur J.W.Janssens voyage jusqu'au site actuel de Bethulie.
- 1809 : le colonel R.Collins découvre la confluence de l'Orange et de la Caledon, à laquelle il donne son nom actuel.
- 1823 : G.P.N Coetsee note que durant ses voyages dans la région, il n'a rencontré que des Bushmen et aucune autre peuple autochtone.
- 1828-1833 : J.Clarke et G.A. Kolbe dirige les actions des missionnaires envers les Bushmen locaux.
- 1833-1867 : J-P.Pellissier dirige les œuvres des missionnaires envers la communauté Tipahing.
- 1860-1863 : Les fermiers achètent 6 000 morgen aux Tipahing et créent officiellement la ville de Heidelberg.